# Rafa García (futbolista)
Rafael García García (14 de gener de 1986, Ciudad Real) conegut com a Rafa García és un futbolista espanyol que juga migcampista defensiu pel Xerez CD. Aquest jugador nascut a la capital manxega i criat en la propera pedania de las Casas, va tenir com a primer club, amb prou feines sent un nen, l'Albacete, en el qual es va formar en les seves categories inferiors, va tornar un any a la seva ciutat natal, per després passar als equips inferiors del Reial Madrid i finalment al Getafe B. Amb el Getafe de la primera divisió va arribar a realitzar alguna pretemporada, però va preferir enrolar-se en les files del Rayo Vallecano B per completar la seva formació a causa de les bones referències que de la seva pedrera tenia. Finalment, amb el traspàs de Diamé al Wigan va ser pujat al primer equip en el qual s'està convertint en la grata sorpresa de la temporada. És titular al costat de Movilla o Michel en el centre del camp vallecano, deixant moltes vegades en la suplència a contrastats jugadors com Ángel, ex de l'Espanyol. És un mig centre que destaca per la seva altura i força que li fa estar tancant la zona central del camp durant tot el partit. S'adapta igualment a la zona defensiva com a central, posició en la qual Pepe Mel ja li va fer jugar per poder treure jugat la pilota des de darrere amb criteri. És un bon receptor dels centres alts per iniciar el joc des del sòl posteriomente. A més té un bon cop de pilota des de la frontal que ja li ha permès estrenar-se com a golejador. L'afició del Rayo està més que satisfeta amb la inclusió d'aquest any de gent del filial com Rafa García o el seu amic Camile. Va renovar el seu contracte amb el Rayo fins a 2012. Després d'una lesió a la mandíbula, i després de l'operació pertinent, va tornar a jugar.